# Chris Berger
Christiaan David (Chris) Berger (ur. 27 kwietnia 1911 w Amsterdamie, zm. 12 września 1965 tamże) – holenderski lekkoatleta sprinter, dwukrotny mistrz Europy z 1934.
Początkowo był piłkarzem, ale skoncentrował się na lekkoatletyce po zdobyciu holenderskiego mistrzostwa w biegu na 100 metrów wśród piłkarzy. Szybko stał się czołowym lekkoatletą Holandii i miał nadzieję na dobry wynik podczas igrzysk olimpijskich w 1932 w Los Angeles, ale długa podróż (10 dni na statku i 7 dni w pociągu) źle wpłynęła na jego formę i odpadł w eliminacjach biegów na 100 metrów i na 200 metrów.
Najlepszy sezon Berger miał w 1934. Wówczas zdobył złote medale na 100 i na 200 metrów na pierwszych mistrzostwach Europy w Turynie. Na 100 metrów początkowo sędziowie ogłosili zwycięstwo Niemca Ericha Borchmeyera, ale po obejrzeniu filmu z biegu finałowego przyznali złoty medal Bergerowi. Berger zdobył również brązowy medal w sztafecie 4 × 100 metrów (razem z nim biegli Martinus Osendarp, Tjeerd Boersma i Bob Jansen). Później w 1934 Berger wyrównał rekord świata na 100 metrów wynikiem 10,3 s. Był to także rekord Europy, przez kilkadziesiąt lat wynik ten był rekordem Holandii (w 1965 wyrównał go Rob Heemskerk).
Na igrzyskach olimpijskich w 1936 w Berlinie Berger nie był już w tak dobrej formie i odpadł w eliminacjach biegu na 100 metrów, a w finale sztafety 4 × 100 metrów zespół holenderski zgubił pałeczkę. Berger był mistrzem Holandii na 100 metrów i na 200 metrów w 1930, 1931, 1933 i 1934. Zakończył karierę w 1943. Później był dyrektorem technicznym Stadionu Olimpijskiego w Amsterdamie.